# Ministerstvo pro hospodářskou strategii Slovenské republiky
Ministerstvo pro hospodářskou strategii České republiky bylo v letech 1990 až 1991 ústředním orgánem státní správy pro tvorbu souhrnné strategie hospodářského a sociálního rozvoje Slovenské republiky, její územních celků a pro rozvoj vědy. Při svém vzniku převzalo část působnosti zanikající slovenské komise pro plánování a vědeckotechnický rozvoj. Ministerstvo bylo zrušeno k 1. srpnu 1991 Zákonem 298/1991 CFU.

## Působnost
Ministerstvo pro hospodářskou strategii Slovenské republiky mělo působnost ve:
- Ve věcech strukturální politiky (po zrušení ministerstva na Ministerstvo hospodářství Slovenské republiky),
- Ve věcech vědy a vědeckotechnického rozvoje (po zrušení ministerstva přešla na Ministerstvo školství, vědy, výzkumu a sportu Slovenské republiky),
- Ve věcech informatiky (po zrušení ministerstva na Ministerstvo dopravy, výstavby a regionálního rozvoje Slovenské republiky)

## Ministři
Jediným ministrem tohoto ministerstva byl Rudolf Filkus.